# Aglyptodactylus laticeps
Aglyptodactylus laticeps är en groddjursart som beskrevs av Glaw, Vences och Böhme 1998. Aglyptodactylus laticeps ingår i släktet Aglyptodactylus och familjen Mantellidae. IUCN kategoriserar arten globalt som starkt hotad. Inga underarter finns listade i Catalogue of Life.